# Joaquim Vayreda i Vila

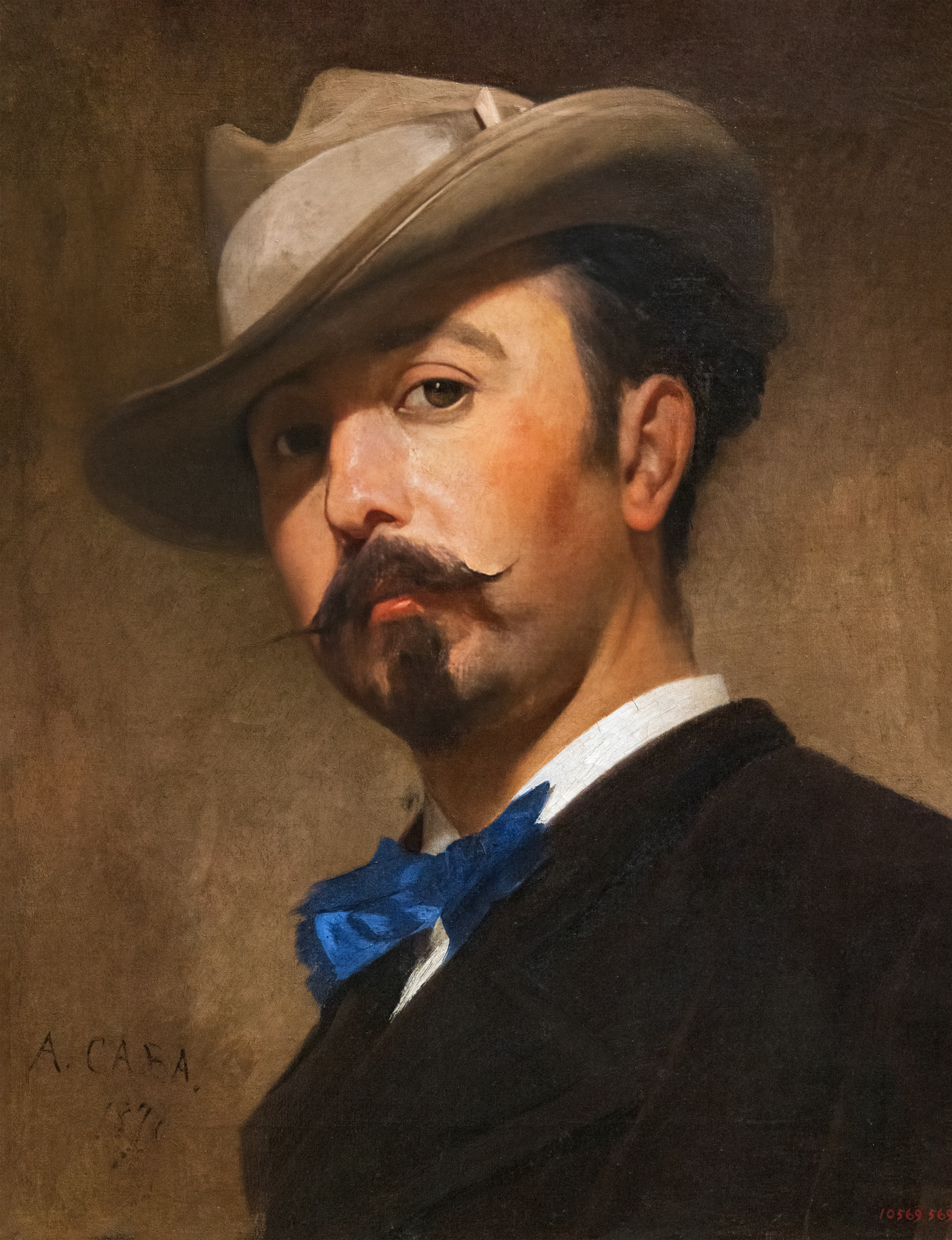
Porträt des Malers Joaquim Vayreda i Vila von Antoni Caba 1870

Joaquim Vayreda i Vila (* 23. Mai 1843 in Girona; † 31. Oktober 1894 in Olot) war ein katalanischer Landschaftsmaler des Realismus. Er gilt als der Begründer der Landschaftsmalerschule von Olot. Joaquim Vayreda ist der Bruder des Botanikers Estanislaus Vayreda i Vila (1848–1901) und des Malers und Schriftstellers Marià Vayreda i Vila (1853–1903).
Vayreda stammte aus einer vornehmen Landfamilie aus Olot, die wegen des Ersten Karlistenkrieges zeitlich begrenzt ihren Wohnsitz nach Girona verlegt hatte. 1860 ging er für ein Philosophiestudium nach Barcelona. Dort assistierte er im Atelier von Ramon Martí i Alsina, der bestimmt für eine natürliche Abbildung der Landschaft eintrat. Dieses Programm eignete sich nach Vayreda vorzüglich für die malerische Bearbeitung seiner Heimatlandschaft, der Garrotxa, mit deren Hauptstadt Olot. So kehrte er 1868 zurück nach Olot. Hier gründete er ein Kunstzentrum, dessen Leitung er Josep Berga i Boix antrug. Dieses Zentrum wurde zur Keimzelle der Schule von Olot. Bis 1871 malte er Landschaftsthemen, in die traditionelle religiöse Motive integriert waren. In seinem anspruchsvollen Werk „Tarda de Divendres Sant a Olot“ („Karfreitagnachmittag in Olot“, 1871, Museu d’Art Modern d’Olot) stellte er seinen Realismus der Landschaftsmalerei in den Dienst der katholischen Religion. Diese Traditionslinie endete 1871 mit einer Paris-Reise, wo er die Landschaftsmalerei von Barbizon kennenlernte. Er adaptierte die beeindruckende Skizzentechnik und die Kompositionstechnik von großen Massen dieser Schule, die der Landschaft ein einfühlsames Gepräge geben. Exemplarisch für diese Schaffensperiode steht sein Werk „Recança“ („Bedauern“, „Leid“, 1876, Museu d’Art Modern del MNAC, Barcelona). Vor den durch den letzten Karlistenkrieg verursachten politischen Instabilitäten fliehend ging Vayreda von 1873 bis 1875 nach Südfrankreich. Durch Vayredas Frankreich-Aufenthalte kam ein Anklang der französischen Landschaftsmalerei von Jean-Baptiste Camille Corot, Théodore Rousseau und Charles-François Daubigny und ein Einfluss des bukolischen Traditionalismus von Jean-François Millet in die katalanische Malerei. Vayreda thematisiert in den Bildern dieser Zeit das harte, traurige, ehrenvolle Arbeitsleben der Bauern, die untrennbar mit der Natur verwoben und vollkommen in sie eingebettet zu sein scheinen, die aber in ihrem Fatalismus nie die Kraft verlieren.

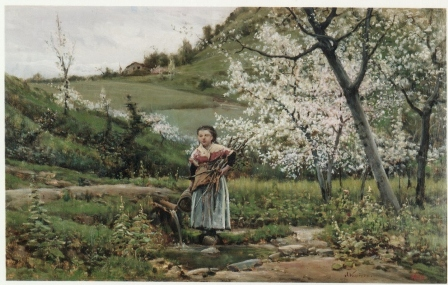
Joaquim Vayreda i Vila: Primavera (Frühling)

Die zeitgenössische Kritik zeichnet zum Teil einen ganz anderen Vayreda. Er wird als „Impressionist“ gebrandmarkt, weil seine skizzenhaften Bilder nicht fertig ausgearbeitet sind (so z. B. das Werk Vora de l’Estany, 1883–1886, Seeufer, Privatsammlung). Richtig an dieser Kritik ist, dass Vayreda Elemente des Präimpressionismus, die die sich wandelnden Seiten der Natur darstellen, vorwegnimmt. Phänomene wie die Blumenbildung in Feldern, das Erblühen der Bäume, Reflexionen im Wasser, das Licht der Abenddämmerung oder der Morgentau auf den Wiesen reproduzieren die Natur in ganz bestimmten Momenten. Vayreda ist mit seinen klassischen Themen der Landschaftsmalerei einerseits ein Traditionalist, andererseits leitet er in der Malerei der reinen Landschaft zum Impressionismus und zum Modernismus über.